# Elisabeth Rotten
Pour les articles homonymes, voir Rotten.
Elisabeth Friederike Rotten (née le 15 février 1882 à Berlin et décédée le 2 mai 1964  à Londres, enterrée à Saanen en Suisse) est une pédagogue réformatrice et une pacifiste suisse.

## Biographie
Elisabeth Rotten est la fille de Moritz et Luise Rotten, un couple suisse établi à Berlin. Elle fait ses premières classes dans cette ville, puis étudie la philosophie et la langue et littérature allemande à Heidelberg, Berlin, Marbourg et Montpellier. Elle passe son doctorat à Marbourg en 1913 sur « Goethes Urphänomen und die platonische Idee » (Les Archétypes de Goethe et l'idée platonique). Elle enseigne en 1913 la littérature allemande à l'université de Cambridge.
De retour en 1914 à Berlin, elle collabore avec le professeur Friedrich Siegmund-Schultze au sein d'une œuvre d'entraide pour les Allemands à l'étranger et pour les étrangers en Allemagne. Elle est cofondatrice la même année de la plus importante organisation pacifiste allemande lors de la Première Guerre mondiale (la Bund Neues Vaterland, qui deviendra la ligue allemande pour les droits de l'homme, Deutsche Liga für Menschenrechte). Elle se rend en 1915 au congrès international des femmes à La Haye et collabore à la fondation de la Women's International League for Peace and Freedom (la Ligue internationale des femmes pour la paix et la liberté).
Elisabeth Rotten est cofondatrice en Allemagne de l'association pédagogique et pacifiste Bund entschiedener Schulreformer (Union des réformateurs scolaires radicaux). Elle participe en 1919 à la conférence internationale sur l'éducation à Genève : son exposé sur « les essais d'une nouvelle éducation en Allemagne » est très remarqué. Elle dirige la section pédagogique de la Deutschen Liga für Völkerbund jusqu'en 1921, et publie la Revue internationale de l'éducation de 1920 à 1921. En 1921, elle est cofondatrice de la Ligue internationale pour l'éducation nouvelle et directrice pour les pays germanophones.
Jusqu'en 1923, Elisabeth Rotten travaille avec les quakers qui assurent un vaste programme d'aide alimentaire à la suite de la Première Guerre mondiale (Quäkerspeisung). Elle adhère en 1930 à la Société religieuse des Amis (quakers). Elle participe à la fondation de l'École internationale de Genève en 1924. En 1925, elle est directrice adjointe du nouveau Bureau international d'éducation à Genève (dirigé par Pierre Bovet, le second directeur adjoint est Adolphe Ferrière).

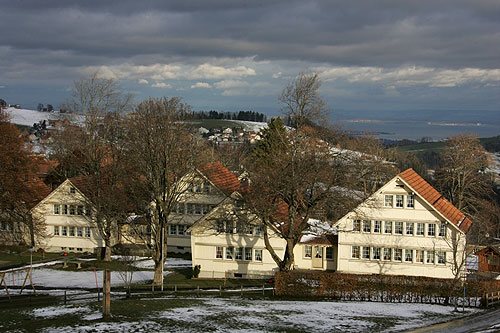
Trogen, le village d'enfants Pestalozzi (2004).

Entre 1930 et 1934, elle travaille dans la banlieue de Dresde. À la même époque, elle fonde avec Jean Piaget l'Association suisse Montessori et est de 1937 à sa mort vice-présidente de l'Association Montessori internationale. Elle émigre en 1934 en Suisse, à Saanen dans l'Oberland bernois ; depuis cette commune alpine elle poursuit son travail, fait de conférences, cours, publications et traductions.
Après 1945, elle participe à la création des Villages d'enfants Pestalozzi à Trogen, Appenzell Rhodes-Extérieures, Suisse. Elle enseigne en 1947 dans la haute école pédagogique à Berlin. En 1948, elle dirige le bureau pour les échanges culturels du Don suisse pour les victimes de la guerre.

## Publications
Dietmar Haubfleisch a publié une liste exhaustive des œuvres d'Elisabeth Rotten, seuls quelques titres sont présentés ici.
- (de) Goethes Urphänomen und die platonische Idee, Giessen, A. Töpelmann, 1913
- (de) Erziehung als Expressionismus der Liebe, (Deutscher Bund für Mutterschutz.), Berlin, Oesterheld, [1920?]
- (de) Warum Versuchsschulen?, 1927
- (de) Durch welche Schule könnten pädogogisch und sozial die Aufgaben einer quäkerischen Erziehung verwirklicht werden?, Berlin, Quäker-Verlag, 1930
- (de) Jane Addams, Internationale Frauenliga für Frieden und Freiheit - Schweizer Zweig, Zürich, 1936
- (de) Die Einigung Europas : Sammlung von Aussprüchen und Dokumenten zur Versöhnung und Organisation Europas aus eineinhalb Jahrhunderten, Basel, Haus der Bücher, 1942
- (de) Das Kinderdorf « Pestalozzi » in Trogen, Saanen, 1946.
- (en) Children's communities : a way of life for war's victims, Paris, Unesco, 1949
- (en) Children, war's victims; the education of the handicapped, Paris, Unesco, 1949
  - Les communautés d'enfants : Une vie nouvelle pour les victimes de la guerre, Paris, Unesco, 1950
- (en) The Pestalozzi children's village, Londres ; New York, 1957
- (nl) Argumenten voor de comprehensive school, s-Gravenhage, 1957
- (de) Siege ohne Waffen : Die Kraft des gewaltlosen Verhaltens im Lichte der Vergangenheit, Gegenwart und Zukunft,Göttingen, Wissen und Verantwortung, 1959
- (de) Fridtjof Nansen : Forscher, Nothelfer, Politiker, 10. Oktober 1861 - 13. Mai 1930, Volkshochschule Saanenland, Saanen, 1962
- (de) Wahrhaftigkeit, Gerechtigkeit und Frieden, (Richard L. Cary Vorlesung ; 1962), Bad Pyrmont, L. Friedrich, 1963

Elisabeth Rotten a aussi traduit de nombreux ouvrages, dont certains de John Steinbeck, Erich Fromm, Upton Sinclair, Louis Bromfield, Philip J. Noel-Baker, Pearl Buck, William Somerset Maugham, Walther Schücking.

## Hommages
Elisabeth Rotten a été proposée au prix Nobel de la paix peu après la guerre.
En 1954, son nom a été donné à une école à Berlin-Mariendorf.

## Sources
- (de) Cet article est partiellement ou en totalité issu de l’article de Wikipédia en allemand intitulé « Elisabeth Rotten » (voir la liste des auteurs).